# Перрі (Джорджія)
Перрі (англ. Perry) — місто у США, в округах Г'юстон і Піч штату Джорджія. Населення — 20 624 особи (2020).

## Географія
Перрі розташоване за координатами 32°28′19″ пн. ш. 83°43′34″ зх. д. / 32.47194° пн. ш. 83.72611° зх. д. (32.472008, -83.726245).  За даними Бюро перепису населення США в 2010 році місто мало площу 68,13 км², з яких 67,80 км² — суходіл та 0,33 км² — водойми.

## Демографія
Згідно з переписом 2010 року, у місті мешкало 13 839 осіб у 5418 домогосподарствах у складі 3606 родин. Густота населення становила 203 особи/км².  Було 6083 помешкання (89/км²).
Расовий склад населення:
| - 59,4 % — білих - 35,9 % — чорних або афроамериканців - 2,0 % — азіатів - 0,2 % — корінних американців |

До двох чи більше рас належало 1,7 %. Частка іспаномовних становила 3,0 % від усіх жителів.
За віковим діапазоном населення розподілялося таким чином: 24,8 % — особи молодші 18 років, 61,1 % — особи у віці 18—64 років, 14,1 % — особи у віці 65 років та старші. Медіана віку мешканця становила 34,6 року. На 100 осіб жіночої статі у місті припадало 91,5 чоловіків;  на 100 жінок у віці від 18 років та старших — 89,0 чоловіків також старших 18 років.
Середній дохід на одне домашнє господарство  становив 55 369 доларів США (медіана — 46 051), а середній дохід на одну сім'ю — 64 055 доларів (медіана — 52 500). Медіана доходів становила 42 156 доларів для чоловіків та 36 622 долари для жінок. За межею бідності перебувало 22,2 % осіб, у тому числі 27,6 % дітей у віці до 18 років та 12,4 % осіб у віці 65 років та старших.
Цивільне працевлаштоване населення становило 6005 осіб. Основні галузі зайнятості: освіта, охорона здоров'я та соціальна допомога — 19,0 %, мистецтво, розваги та відпочинок — 16,3 %, роздрібна торгівля — 14,5 %, публічна адміністрація — 13,0 %.

## Відомі особистості
В поселенні народився:
- Сонні Пердью (нар. 1946) — американський політик.